# Franz Steindachner
Franz Steindachner (Viena, 11 de novembro de 1834 — Viena, 10 de dezembro de 1919) foi um zoólogo austríaco, zoólogo, ictiólogo e herpetólogo. Ele publicou mais de 200 artigos sobre peixes e mais de 50 artigos sobre répteis e anfíbios. Steindachner descreveu centenas de novas espécies de peixes e dezenas de novos anfíbios e répteis. Pelo menos sete espécies de répteis foram nomeadas em sua homenagem.

## Trabalho e carreira
Interessado por história natural, Steindachner iniciou o estudo de peixes fósseis por recomendação de seu amigo Eduard Suess (1831-1914). Em 1860, foi nomeado diretor da coleção de peixes do Museu Naturhistorisches, cargo que permanecera vago desde a morte de Johann Jakob Heckel (1790-1857).
A reputação de Steindachner como ictiologista cresceu e, em 1868, ele foi convidado por Louis Agassiz (1807-1873) a aceitar um cargo no Museu de Zoologia Comparada da Universidade de Harvard. Steindachner participou da Expedição Hassler de 1871-1872 (uma viagem que circunavegou a América do Sul de Boston a São Francisco). Em 1874, ele retornou a Viena e, em 1887, foi nomeado diretor do departamento de zoologia do Museu Naturhistorisches. Em 1898 foi promovido a diretor do museu.
Ele viajou extensivamente durante sua carreira, suas viagens de pesquisa o levaram por toda a Península Ibérica, Mar Vermelho, Ilhas Canárias, Senegal, América Latina, etc. Em seus estudos zoológicos, seus interesses eram principalmente do ponto de vista sistemático e faunístico.
Entre seus trabalhos mais conhecidos em ictiologia estão Ichthyologische Notizen (1863, publicado em 8 edições), Ichthyologische Beiträge (1874) e Beiträge zur Kenntniss der Flussfische Sudamerikas (1879), o último trabalho lidando com peixes de rio da América do Sul . No campo da herpetologia , publicou Die schlangen und eidechsen der Galapagos-inseln (Cobras e lagartos das Ilhas Galápagos, 1875).
A partir de 1875, ele foi membro da Academia de Ciências de Viena. Em 1892 tornou-se membro da Academia Alemã de Ciências Leopoldina.

## Homenagens
- Steindachneria, um gênero de peixe do Atlântico ocidental;[7] (Steindachneria argentea, comumente conhecida como pescada luminosa).
- Steindachneridion, um gênero de peixe na América do Sul descoberto por Steindachner, leva seu nome.[8]
- Steindachnerina, um gênero de peixe da América do Sul.[9]

Além disso, Steindachner é comemorado nos nomes científicos das oito espécies e uma subespécie de répteis: Amphisbaena steindachneri, Chelodina steindachneri, Lucasium steindachneri, Kinosternon subrubrum steindachneri, Lioscincus steindachneri, Micrurus steindachneri, Palea steindachneri, Phrynocephalus steindachneri (sinônimo de Phrynocephalus przewalskii), e Pseudalsophis steindachneri. 